# Arctia contracta
Arctia contracta là một loài bướm đêm thuộc phân họ Arctiinae, họ Erebidae.